# Конституция Колумбии
Конституция Колумбии (исп. Constitución Política de Colombia), известная как Конституция 1991 года — основной закон Республики Колумбия. Промульгирована 4 июля 1991 года, заменив ранее действовавшую Конституцию 1886 года.

## История
После объявления независимости от Испании в 1810 году до настоящего времени конституция Колумбии менялась десять раз, конституция 1991 года — одиннадцатая по счёту. Каждая новая редакция Конституции преследовала три основных цели: обеспечить разделение властей, укрепить исполнительную власть и доминирующую роль римско-католической церкви. Предыдущая редакция Конституции была принята в 1886 и определяла государственное устройство как унитарную республику.
В 1988 году в Колумбии развернулось массовое общественное движение за реформирование конституции под названием «Мы ещё можем сохранить Колумбию» («исп. Todavia Podemos Salvar Colombia»), которое предложило на выборах 1990 года сформировать для этого Конституционную ассамблею и предложило так называемый «Седьмой бюллетень» (в дополнение к шести имевшимся бюллетеням для голосования — по выборам в Сенат, Палату представителей, губернаторов, муниципальных советов, мэров городов и т. д.). Хотя Избирательная комиссия Колумбии не приняла предложение ввести седьмой бюллетень, Верховный суд подтвердил его законность.
В декабре 1990 года были проведены выборы конституционной ассамблеи Колумбии, которая должна была обнародовать новую конституцию в 1991 году. Конституционную ассамблею возглавили Альваро Гомес Уртадо от консервативной партии, Орасио Серпа от либеральной партии и Антонио Наварро Вольфф от движения 19 апреля.

## Структура и основные положения Конституции
Конституция 1991 года состоит из 13 глав, 380 статей и 59 временных положений. Конституция определяет Колумбию как социально-правовое государство, организованное в форме унитарной республики, децентрализованное, с автономией его территориальных единиц, демократическое, плюралистическое, основанное на уважении человеческого достоинства, труде и солидарности людей, которых оно объединяет. Конституция 1991 года закрепляет практически все известные как латиноамериканскому праву, так и мировой конституционной практике институты и гарантии защиты прав человека. Согласно Конституции, ратифицированные и вступившие в силу международные договоры о правах человека и конвенции о труде составляют непосредственную часть внутреннего законодательства Колумбии. Международно-договорные нормы о правах человека имеют приоритет над законами Колумбии и не могут быть приостановлены в периоды военного или чрезвычайного положения.
Во главе исполнительной власти Колумбии стоит президент — глава государства и правительства, верховный главнокомандующий вооруженными силами, который избирается раз в 4 года всеобщим и прямым голосованием граждан, достигших 18-летнего возраста, и может занимать пост только один 4-летний срок. В состав правительства (кабинета министров) Колумбии входят сам президент, министры и директора административных департаментов. Президент назначает и смещает министров и директоров по личному усмотрению. Все акты Президента для вступления в силу должны быть скреплены подписью соответствующего министра или директора, исключая акты о назначениях последних. Конституция 1991 вводит также пост вице-президента и устанавливает ограничения чрезвычайных полномочий исполнительной власти.
Губернаторы провинций также избираются напрямую населением (ранее они назначались президентом).
Законодательная власть в Колумбии представлена парламентом — двухпалатным Национальным конгрессом, который состоит из Сената и Палаты представителей. Национальный конгресс избирается на 4 года всеобщим тайным голосованием: Сенат — по общенациональному, Палата представителей — по территориальным и специальным избирательным округам. Два места в Сенате специально зарезервированы для представительства индейских народов. Конгресс собирается на совместное заседание обеих палат исключительно для введения в должность Президента Республики. Обычные законы принимаются простым большинством от числа присутствующих на заседании членов палат. Ряд положений Конституции 1991 года направлен на ограничение возможностей и привилегий депутатов конгресса, хотя за конгрессом сохраняется право вызывать для отчета членов кабинета министров и выражать им недоверие.
Судебная власть Колумбии, согласно Конституция 1991 года предусматривает несколько самостоятельных юрисдикций: общую, административную, конституционную и специальные. К судам общей юрисдикции относятся Верховный суд (высшая инстанция), вышестоящие окружные, окружные, муниципальные и низшие суды. В составе Верховного суда имеются палаты по гражданским, уголовным и трудовым апелляциям. Высшим судом административной юстиции в Колумбии с 1914 являлся Государственный совет, таковым он и остался по Конституции 1991 года. Члены Государственного совета назначаются из числа кандидатов, отобранных Высшим советом магистратуры, сроком на 8 лет и не могут быть назначены на ту же должность повторно. Конституционный суд обеспечивает сохранение и гарантии правовых норм, тогда как за Государственным советом осталось право осуществления контроля за содержанием постановлений исполнительной власти. Конституция 1991 предусматривает создание Высшего судебного совета, в задачи которого входит управление системой судопроизводства и организация её работы.
Конституция 1991 предусматривает также введение законодательных мер, направленных на обеспечение защиты представителей судебной системы от запугиваний и физического уничтожения, практиковавшихся колумбийскими наркодельцами.